# Social Web Academy
Social Web Academy (Społeczna Akademia Internetowa) – internetowy system nauczania, łączący formalne metody e-learningu z kształceniem nieformalnym. Społeczne akademie internetowe wykorzystują formalne procesy kształcenia do tworzenia społeczności edukacyjnych, co sprzyja popularyzowaniu kształcenia przez Internet. W odróżnieniu od platform networkingowych typu XING, społeczne akademie internetowe świadomie wykorzystują formalne metody kształcenia do popularyzowania rozwoju kompetencji przez Internet.

## Wymagania
Społeczne akademie internetowe oparte są na idei konektywizmu, wedle której miejscem procesów kształcenia w coraz większym stopniu staje się Internet (zob. też G. Siemens, 2006). Jedynym sposobem przechowywania wiedzy tak, by, w zależności od pojawiających się problemów, można ją nieustannie aktualizować i modyfikować jest sieć, ukształtowana wedle indywidualnych potrzeb intelektualnych. Dlatego też osoby kształcące się w systemie konektywistycznym potrzebują otwartego środowiska edukacyjnego, które umożliwia skuteczną komunikację z pozostałymi użytkownikami sieci. Ponadto, osoby uczące się powinny mieć możliwość identyfikacji, oceny i opisu wiedzy adekwatnej do procesu kształcenia, a także dalszego jej zdobywania poprzez współpracę z partnerami w procesie kształcenia.
Zadaniem społecznych akademii internetowych jest umożliwienie rozwoju kompetencji przez Internet. Wykorzystują w tym celu połączenie transferu wiedzy i klasycznego e-learningu opartego na narzędziach komunikacji Web 1.0 z ukierunkowanym na rozwój kompetencji nauczaniem komplementarnym, tzw. “blended learning”, wykorzystującym narzędzia Web 2.0 (social software).
Rozwój kompetencji, rozumiany jako zdolność do samoorganizacji (zob. też John Erpenbeck; Lutz von Rosenstiel, 2008) wymaga wysokiego poziomu kwalifikacji. Wysoce kompetentne jednostki są zazwyczaj wysoce wykwalifikowane. Jednakże same kwalifikacje nie wystarczają do zbudowania prawdziwej kompetencji. Do tego potrzeba bowiem praktycznej umiejętności samodzielnego radzenia sobie z rzeczywistymi wyzwaniami.
W świetle powyższych wymogów, społeczna akademia internetowa powinna łączyć następujące elementy:
- Klasyczny e-learning wykorzystujący Web 1.0 wykorzystując zorientowane problemowo szkolenia internetowe do przekazywania wiedzy, stanowi podstawę wszelkich procesów rozwoju kompetencji. Zdobytą wiedzę przyswaja się i wykorzystuje w praktyce w zadaniach, studiach przypadków lub grach symulacyjnych. Opisany proces ma niemal wyłącznie formę monologową, nie oferując żadnej wymiany zdań poza opisową oceną pracy. Podział na ekspertów (tworzących program) i uczących się jest wyraźny, a wszelka komunikacja przebiega głównie w społecznościach edukacyjnych lub podczas zajęć.
- Ukierunkowany na rozwój kompetencji e-learning, wykorzystujący Web 2.0. Oparty na usługach internetowych drugiej generacji (social software), ułatwia współpracę online i wzajemne dzielenie się zdobytą wiedzą. Element ten zależy w pewien sposób od inicjatywy osób uczących się, które dzielą się doświadczeniami za pośrednictwem blogów lub wiki, a jednocześnie w zaplanowanym przez siebie procesie poszerzają zasób wiedzy. Z tego właśnie powodu szkolenia zawierają zadania transferowe, wymagające zastosowania zdobytej wiedzy w poszczególnych scenariuszach, dzięki czemu uczący się zyskują dodatkową możliwość praktycznej weryfikacji własnych umiejętności. Udowodniono ponadto, że praktyczny udział uczących się w różnego typu projektach, stosowany jako dodatek do formalnego procesu nauczania, korzystnie wpływa na efekty nauki. Prowadząc blogi lub dzienniki projektu, uczestnicy programów dzielą się zdobytą w praktyce wiedzą z pozostałymi członkami grupy po to, by wspólnie tę wiedzę rozwijać. W czasie trwania kursu, społeczności edukacyjne przekształcają się częstokroć w społeczności praktyki, które zazwyczaj istnieją również po zakończeniu kursu. Oznacza to, że proces zarządzania wiedzą wywodzi się z syntetycznego ujęcia formalnego środowiska kształcenia.

Społeczna akademia internetowa przybiera zazwyczaj formę systemu nauczania komplementarnego (blended learning). W pewnych okolicznościach rozwój kompetencji jest możliwy również w systemach kształcenia opartych głównie lub wyłącznie na wykorzystaniu Internetu. Dobry przykład stanowią szkolenia międzykulturowe, w których współpracują ze sobą uczestnicy wywodzący się z różnych krajów i kultur. Już sama komunikacja z partnerem stanowi wyzwanie praktyczne, co sprzyja budowaniu kompetencji poprzez rzeczywiste kontakty międzykulturowe. System nauczania komplementarnego automatycznie wykorzystuje społeczności internetowe do samodzielnego zdobywania kompetencji. Wymaga to jasnego określenia celów kształcenia i zastosowania odpowiednio opracowanych narzędzi mierzenia postępów w nauce.
Granice między ekspertami i uczącymi się, zawodowcami i amatorami, jak również trenerami, wykładowcami czy pracownikami stają się zatem coraz bardziej płynne, a jednocześnie zmienia się również zachowanie osób uczących się.

## Struktura
Na pierwszy rzut oka wydawać się może, że rozwój kompetencji przez Internet nie jest możliwy, gdyż wymaga on stawiania czoła rzeczywistym wyzwaniom. Jednakże tego typu wyzwania pojawiają się w miejscu pracy lub podczas kontaktu z klientem. Oprogramowanie społecznościowe umożliwia dzielenie się zdobytą w praktyce wiedzą, np. w obrębie sieci edukacyjnej społecznej akademii internetowej; może ono ponadto posłużyć jako medium intensywnego procesu komunikacji, dzięki czemu omawiane doświadczenie może stać się częścią wiedzy organizacyjnej.
Do budowania kompetencji konieczny jest system zarządzania nauczaniem (learning management system), który uwzględnia nie tylko aspekty kształcenia formalnego, takie jak struktura procesu kształcenia, dostarczanie środków dydaktycznych, czy umożliwienie komunikacji za pomocą forów lub czatów, lecz również narzędzia zarządzania procesem kształcenia, a ponadto daje możliwość wykorzystania networkingu w procesie nauki. Tym celom doskonale służy technologia Web 2.0. Do opisanych funkcji można również dodać tzw. teczkę elektroniczną, co pozwala uczącym się tworzyć własne środowiska edukacyjne.